# 비와코하마오쓰역
비와코하마오쓰역(일본어: びわ湖浜大津駅)은 일본 시가현 오쓰시에 위치한 게이한 전기 철도의 철도역이다. 게이한 게이신 선의 종점이며, 게이한 이시야마사카모토 선의 소속역이기도 하다. 역 번호는 OT 12이며, 섬식 승강장 1면 2선의 구조를 갖춘 지상역이다.

## 타는 곳
| 1 | ■ 이시야마사카모토 선 | 하행 | 사카모토 · 히에이잔구치 방면 |
| 1 | ■ 게이신 선           | 하행 | 산조케이한 · 교토시야쿠쇼마에 · 우즈마사텐진가와 방면 게이한 선 (데마치야나기 · 오사카 (요도야바시 · 나카노시마 : 산조케이한 환승) 방면 |
| 2 | ■ 이시야마사카모토 선 | 상행 | 게이한제제 · 게이한이시야마 · 이시야마데라 방면                                                                                         |
| 2 | ■ 게이신 선           | 상행 | (도착 열차 하차 전용) |

## 역 주변
- 국도 제161호선
- 오쓰 항
- 비와코 호텔
- NTT 서일본 시가 지점

## 인접 역
| 게이한 전기철도 ■ 게이한 게이신 선    | 게이한 전기철도 ■ 게이한 게이신 선 | 게이한 전기철도 ■ 게이한 게이신 선 |
| ------------------------------------- | ---------------------------------- | ---------------------------------- |
| OT 35 가미사카에마치 미사사기 방면    | ■ 게이신 선                        | 시·종착역                          |
| 게이한 전기철도 ■ 이시야마사카모토 선 |                                    |                                    |
| OT 11 시마노세키 이시야마데라 방면    | ■ 이시야마사카모토 선              | 미이데라 OT 13 사카모토 방면       |